# Jamie Gillis

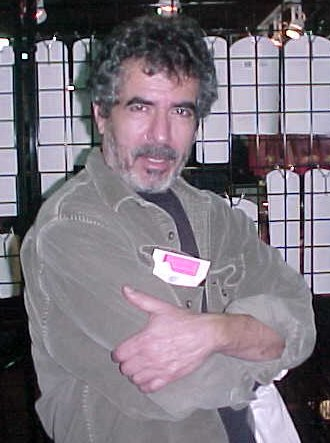
Jamie Gillis (1999)

Jamie Gillis (gebürtig: Jamey Ira Gurman; * 20. April 1943 in New York City, New York; † 19. Februar 2010 ebenda) war ein US-amerikanischer Pornodarsteller. Er war seit den frühen 1970er Jahren in der Pornofilmbranche tätig und lange Zeit einer der berühmtesten und am häufigsten gebuchten Darsteller. Gillis wurde sowohl in die AVN Hall of Fame als auch in die XRCO Hall of Fame aufgenommen.

## Leben
Gillis schloss sein Studium an der Columbia University 1970 ab und arbeitete anschließend als Off-Broadway-Theaterschauspieler in New York. Parallel zu seiner Tätigkeit als Schauspieler arbeitete er als Taxifahrer. 1971 bewarb er sich auf eine Annonce in der Village Voice als Nacktmodell. Kurze Zeit später spielte er in pornografischen Kurzfilmen (Loops) und Spielfilmen mit.
Gillis etablierte sich rasch als einer der kommerziell erfolgreichsten Darsteller während des „Goldenen Zeitalters“ des amerikanischen Pornofilms, das ungefähr von 1972 bis 1983 andauerte. Zu dieser Zeit war Pornografie nicht in Form von Videos, sondern als Film verfügbar, die Budgets waren vergleichsweise hoch und die sexuellen Darbietungen waren zumeist in eine Geschichte eingebettet. Gillis war für seine schauspielerischen Fähigkeiten ebenso bekannt wie für seine sexuelle Ausdauer.
In vielen bekannten Porno-Spielfilmen dieser Periode spielte Gillis in Hauptrollen oder wichtigen Nebenrollen mit, darunter The Private Afternoons of Pamela Mann, The Opening of Misty Beethoven, The Story of Joanna, Through the Looking Glass, The Ecstacy Girls, Amanda By Night, Dracula Sucks, Vista Valley P.T.A. und Roommates. Gillis führte seine Karriere als Pornodarsteller auch nach der Umstellung der Pornografieproduktion von Film auf Video fort und wirkte in bekannten Filmen wie New Wave Hookers aus dem Jahre 1985 mit Traci Lords als Co-Darstellerin mit. 1989 kam er in dem ersten Film John Staglianos der Serie Buttman als Darsteller zum Einsatz.
Im gleichen Jahr schuf er die Video-Serie On the Prowl (dt.: Auf der Jagd), die als eines der ersten Exemplare von Filmen der Gonzo-Pornografie angesehen wird. Im Mittelpunkt der Serie stand Gillis als Fahrer einer Limousine, deren Insassin eine Profi-Pornodarstellerin war, die bei der Fahrt durch Los Angeles „zufällige“ Passanten ansprach und mit ihnen im Wagen Sex hatte. Die Serie wurde in dem Film Boogie Nights mit Burt Reynolds in der Rolle von Gillis parodiert. Ende der 1980er Jahre startete Gillis als Co-Produzent zusammen mit Ed Powers die langfristig angelegte Pornofilm-Serie Dirty Debutantes, in der junge Amateur-Pornodarstellerinnen als Debütantinnen zum Einsatz kommen.
In den 1990er Jahren und ab 2000 kam Gillis als Darsteller in Pornofilmen seltener zum Einsatz. Er spielte selten in „regulären“ Pornofilmproduktionen mit, sondern hauptsächlich in Fetisch-Filmen, womit er seine Aufgeschlossenheit gegenüber unkonventionellen Sexualpraktiken zum Ausdruck brachte. In den 1970ern war er sehr aktiv in New Yorks Erwachsenen-Unterhaltungsbranche und trat oft in Live-Sex-Shows auf. An BDSM war er seit langem interessiert und hat sich auf Rollen als Darsteller in Filmen dieses Genres spezialisiert, meistens, jedoch nicht immer, als der dominante Partner. Er spielte u. a. in Spanking- und Bondage-Filmen mit. Berüchtigt ist auch sein Einsatz als Darsteller in dem Film Schpritz (Originaltitel: Water Power) aus dem Jahre 1977, in dem er einen „Klistier-Banditen“ spielt, der Frauen vergewaltigt und an ihnen anschließend Einläufe vornimmt.
Gillis war auch für seine Beziehungen mit den Pornodarstellerinnen Serena in den späten 1970ern und Amber Lynn Mitte der 1980er bekannt. Er war zuletzt eine Art „elder statesman“ der amerikanischen Pornofilmindustrie, der von seinen jüngeren Kollegen als ein Pionier der Goldenen Ära bewundert wurde. Ab 1989 lebte Gillis in San Francisco, zog aber um das Jahr 2000 wieder zurück nach New York.
Gillis starb am 19. Februar 2010 in New York City an einem malignen Melanom, das nur wenige Monate zuvor diagnostiziert worden war.

## Auszeichnungen
- 1997: AVN Award: Best Actor für die Rolle in Bobby Sox